# Sultana Șah
Șah Sultan (în turcă otomană شاه سلطان; n. 1507, Manisa, Turcia – d. 1572, Constantinopol, Imperiul Otoman), numită și Șahıhuban, Șahi sau Devlet Șah Sultan, a fost o prințesă otomană, fiica sultanului Selim I și sora (după tată) lui Soliman Magnificul. A fost o figură proeminentă în timpul domniei fratelui ei.

## Biografie
Identitatea mamei sale este necunoscută. Deși unii istorici o consideră pe mama ei ca fiind Ayșe Hatun, consoarta secundară a lui Selim I, arhivele palatului nu menționează niciodată numele mamei sale, aceasta fiind numită doar „Mama lui Șah Sultan”.
Șah Sultan a crescut în orașul Manisa și s-a căsătorit în 1523 cu viitorul Mare Vizir și om de stat Lütfi Pașa.
După ce soțul ei a devenit Mare Vizir în 1539, ea avea o mare influență la Istanbul. Cuplul a avut cel puțin o fiică, pe nume Esmehan Sultan.
În 1541, ea a divorțat de soțul ei, iar acesta a fost, de asemenea, destituit din funcția sa. Divorțul a avut loc la inițiativa ei și se presupune că a fost din cauza soțului său, care pedepsise o femeie adulteră. Lütfi Pașa ordonase tăierea unui membru al acestei persoane și acest lucru a dus la o dispută între Pașa și Șah Sultan. Pe măsură ce discuția s-a aprins, Lütfi Pașa a bătut-o pe Șah Sultan. În urma incidentului, Șah Sultan și-a pus servitorii să-l bată pe soțul ei și s-a plâns fratelui ei, sultanul Soliman, apoi a cerut divorțul. Acest lucru a dus la înlăturarea lui Lütfi Pașa din poziția sa de Mare Vizir al Imperiului Otoman. Este posibil ca ea să se fi recăsătorit mai târziu cu Merkez Efendi.
A construit Moscheea Șah Sultan în 1556. Mai târziu, a construit o școală în Silivrikapı. Chiar și terenurile care i-au fost oferite de fratele ei, Soliman Magnificul, și le-a trecut în domeniul public. Ea a murit în 1572 și a fost îngropată în propriul ei türbe (mormânt turcesc), în interiorul Moscheii Yavuz Selim.

## Chestiunea copiilor
Din căsătoria ei cu Lütfi, Șah a avut cu siguranță o fiică:
- Esmehan Hanımsultan ( c. 1524 – 1556). Aceasta s-a căsătorit cu Huseyn Pasha, a avut două fiice, pe Neslihan Hanim și pe Vasfihan Hanim (care, la rândul ei, s-a căsătorit cu Küçük Ömer Ağa și a avut un fiu, pe Ahmed Bey)

Potrivit unor surse, ea a fost și mama următorilor copii:
- Sultanzade Ahmed Bey
- Sultanzade Abdi Bey
- Sultanzade Mahmud Bey

## Reprezentări în cultura populară
În serialul TV Suleyman Magnificul, Șah Sultan este interpretată de actrița turcă Deniz Çakır. În această adaptare, ea este prezentată ca fiind fiica lui Hafsa Sultan și sora adevărată a lui Soliman, nu sora sa vitregă.